# Denver Broncos 2015
La stagione 2015 dei Denver Broncos è stata la 46ª della franchigia nella National Football League, la 56ª complessiva e la prima con Gary Kubiak come capo-allenatore.
Dopo la sconfitta contro gli Indianapolis Colts nel divisional round dei playoff 2014, i Broncos cambiarono numerosi elementi nel loro staff di allenatori, inclusa la separazione consensuale dal capo-allenatore John Fox, sostituito da Kubiak. I mesi che precedettero la stagione furono caratterizzati dallo sciopero del wide receiver Demaryius Thomas, su cui era stata applicata la franchise tag, che saltò tutti gli allenamenti della squadra, prima di firmare un nuovo contratto alla vigilia del training camp.

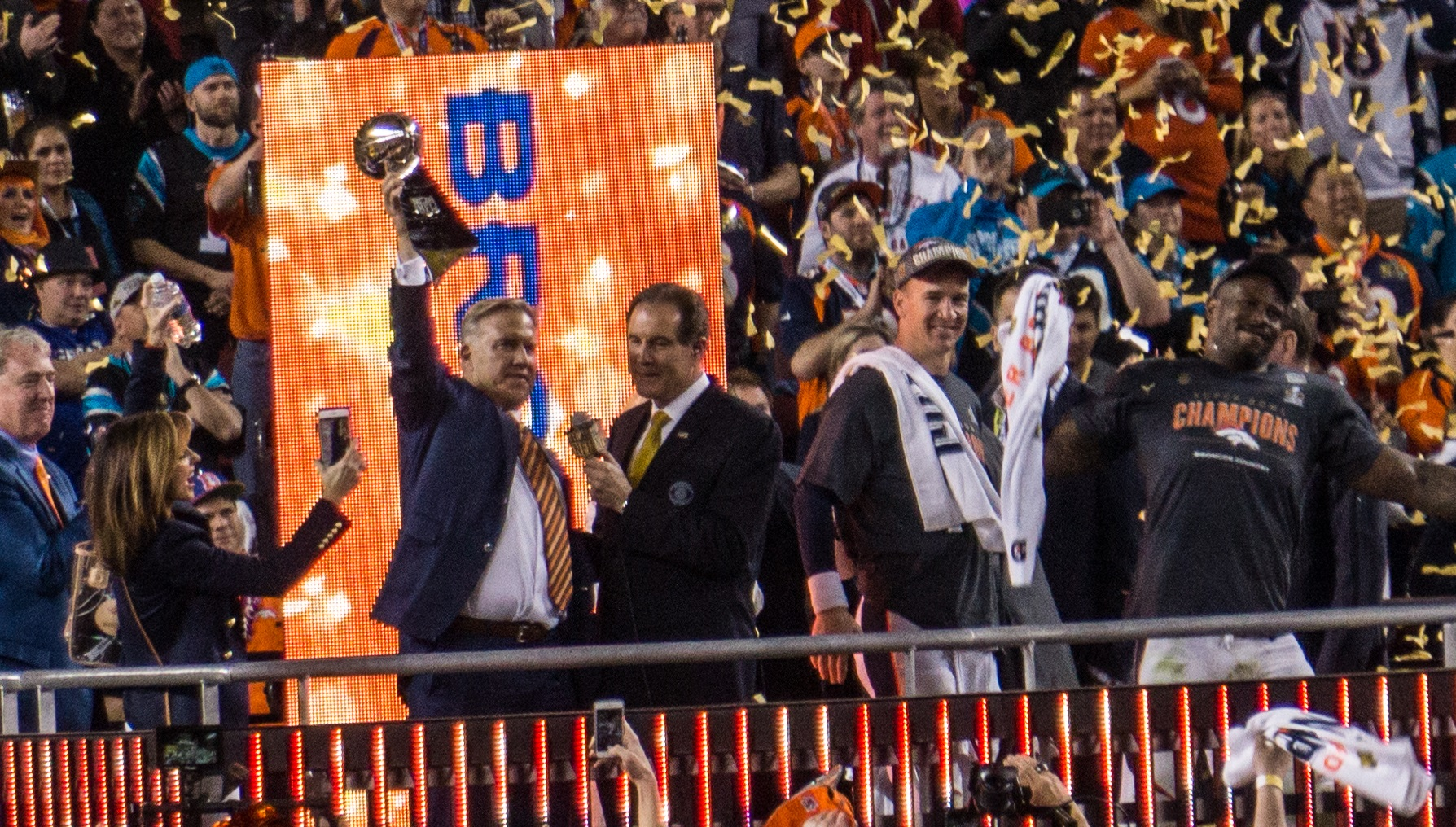
I festeggiamenti dopo la vittoria del Super Bowl 50

Sotto la direzione di Kubiak e del coordinatore offensivo Rick Dennison, i Broncos programmarono di impostare il proprio attacco sul gioco sulle corse da abbinare alle abilità di Peyton Manning nei passaggi a breve e medio raggio. Tale progetto fu ostacolato da numerosi infortuni alla linea offensiva e dalla peggior annata a livello statistico di Manning dalla sua stagione da rookie con gli Indianapolis Colts nel 1998. Dopo una partenza con un record di 7–2 , Manning si infortunò al piede sinistro, venendo sostituito come titolare da Brock Osweiler per tutto il resto della stagione regolare. Manning tornò in campo subentrando nella gara dell'ultimo turno contro i San Diego Chargers. Diretta dal coordinatore difensivo Wade Phillips, la difesa della squadra fu la migliore della lega in yard totali concesse, yard passate concesse e sack.
I Broncos vinsero il quinto titolo consecutivo di division, per il quarto anno consecutivo ebbero la possibilità di saltare il primo turno di playoff e per il terzo degli ultimi quattro ebbero il miglior record dell'AFC. Nel divisional round dei playoff batterono col punteggio di 23-16 i Pittsburgh Steelers, qualificandosi per la finale di conference vinta contro i New England Patriots per 20-18. Grazie a questo successo, si guadagnarono la qualificazione al Super Bowl 50 del 7 febbraio 2016, dove batterono i Carolina Panthers, conquistando il loro terzo titolo, il primo dal 1998. MVP della partita fu eletto Von Miller.

## Scelte nel Draft 2015

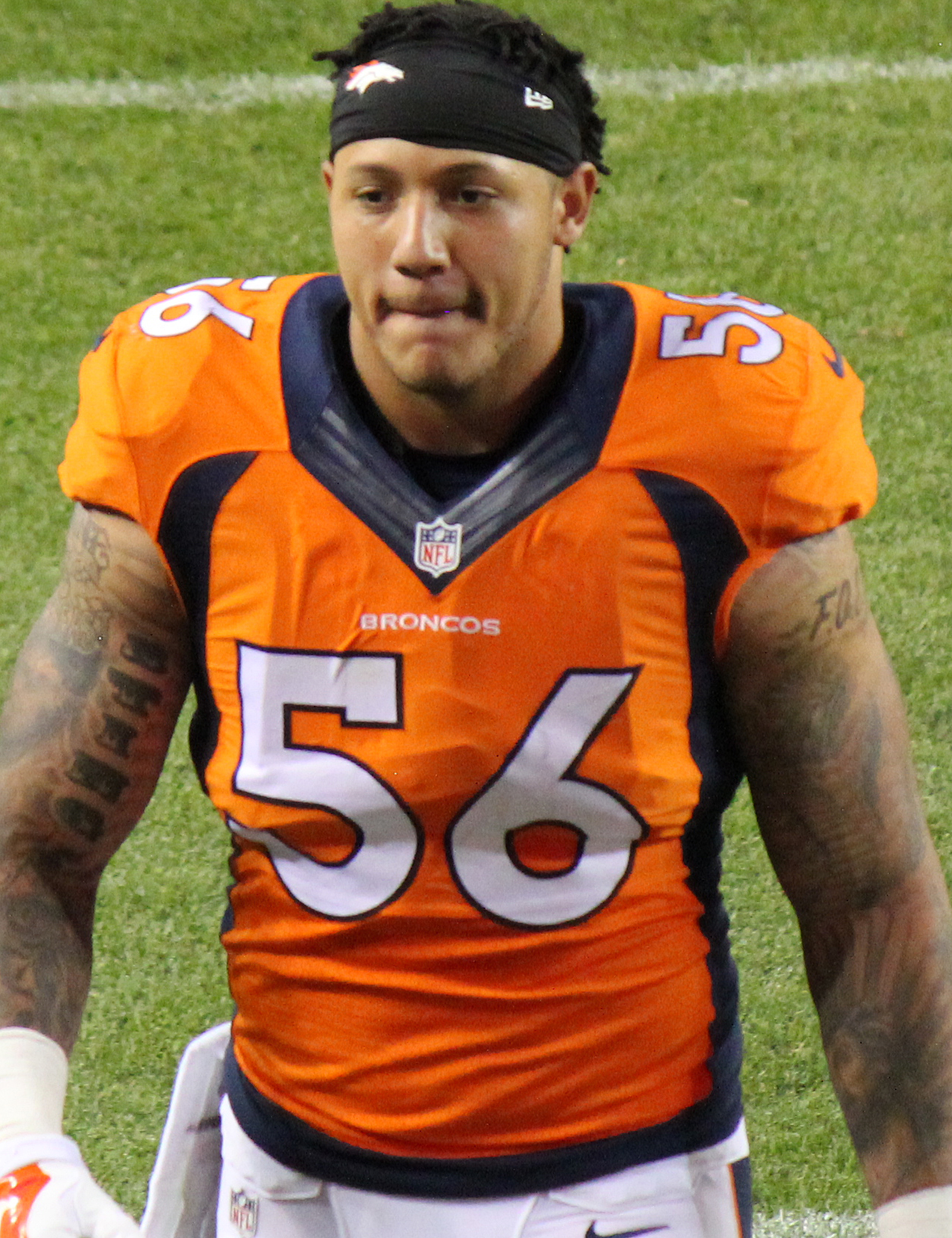
Shane Ray fu la scelta del primo giro dei Broncos nel Draft 2015

| Scelte dei Broncos nel Draft 2016 |        |                |       |                |
| Giro                              | Scelta | Giocatore      | Ruolo | College        |
| 1                                 | 23     | Shane Ray      | LB    | Missouri       |
| 2                                 | 59     | Ty Sambrailo   | OT    | Colorado State |
| 3                                 | 92     | Jeff Heuerman  | TE    | Ohio State     |
| 4                                 | 133    | Max Garcia     | C     | Florida        |
| 5                                 | 164    | Lorenzo Doss   | CB    | Tulane         |
| 6                                 | 203    | Darius Kilgo   | NT    | Maryland       |
| 7                                 | 250    | Trevor Siemian | QB    | Northwestern   |
| 7                                 | 251    | Taurean Nixon  | CB    | Tulane         |
| 7                                 | 252    | Josh Furman    | S     | Oklahoma State |

## Staff
| Staff dei Denver Broncos nel 2015 |
| --- |
| Organi dirigenziali - Proprietario– Pat Bowlen - Presidente/Chairman/CEO – Joe Ellis - Vice presidente/General Manager – John Elway - Direttore amministrativo – Mike Sullivan - Direttore del personale dei giocatori – Matt Russell - Direttore del personale professionistico – Tom Heckert Jr. - Assistente del direttore degli osservatori – Adam Peters - Assistente del direttore del personale professionistico – A.J. Durso Capo allenatore - Gary Kubiak Altri allenatori - Preparatore atletico – Luke Richesson - Assistente p.a. – Mike Eubanks - Assistente p.a. – Anthony Lomando - Assistente p.a. – Dennis Love Allenatori dell'attacco - Coordinatore offensivo: Rick Dennison - Quarterback – Greg Knapp - Running Back – Eric Studesville - Wide Receiver – Tyke Tolbert - Assistente wide receiver – Marc Lubick - Tight End – Brian Pariani - Offensive Line – Clancy Barone - Assistente Offensive Line – James Cregg - Assistente attacco – Brian Callahan Allenatori della difesa - Coordinatore difensivo – Wade Phillips - Defensive Line – Bill Kollar - Linebacker – Reggie Herring - Outside Linebacker – Fred Pagac - Linea secondaria – Joe Woods - Assistente secondaria – Samson Brown - Controllo qualità difesa – Chris Beake Allenatori dello special team - Coordinatore special team – Joe DeCamillis - Assistente special team – Tony Coaxum |

## Roster
| Roster dei Denver Broncos nel 2015 |
| --- |
| Quarterback - 18 Peyton Manning - 17 Brock Osweiler - 13 Trevor Siemian Running Back - 39 C.J. Anderson - 23 Ronnie Hillman - 40 Juwan Thompson Wide Receiver - 12 Andre Caldwell - 16 Bennie Fowler - 14 Cody Latimer - 11 Jordan Norwood - 10 Emmanuel Sanders - 88 Demaryius Thomas Tight End - 81 Owen Daniels - 80 Vernon Davis - 85 Virgil Green Offensive Linemen - 67 Sam Brenner C - 53 James Ferentz C - 73 Max Garcia G - 68 Ryan Harris T - 69 Evan Mathis G - 70 Robert Myers G - 61 Matt Paradis C - 76 Tyler Polumbus T - 79 Michael Schofield T - 65 Louis Vasquez G Defensive Linemen - 97 Malik Jackson DE - 98 Darius Kilgo NT - 90 Antonio Smith DE - 96 Vance Walker DE - 92 Sylvester Williams DT - 95 Derek Wolfe DE Linebacker - 48 Shaquil Barrett OLB - 51 Todd Davis ILB - 54 Brandon Marshall ILB - 55 Lerentee McCray OLB - 58 Von Miller OLB - 52 Corey Nelson ILB - 56 Shane Ray OLB - 59 Danny Trevathan ILB - 94 DeMarcus Ware OLB Defensive Back - 20 Josh Bush FS - 37 Lorenzo Doss CB - 25 Chris Harris CB - 39 Taurean Nixon CB - 29 Bradley Roby CB - 26 Darian Stewart FS - 21 Aqib Talib CB - 43 T.J. Ward SS - 36 Kayvon Webster CB - 33 Shiloh Keo FS Special Team - 46 Aaron Brewer LS - 4 Britton Colquitt P - 8 Brandon McManus K Lista delle riserve - 91 Kenny Anunike DE (IR) - 31 Omar Bolden FS (IR) - 30 David Bruton SS (IR) - 78 Ryan Clady OT (IR) - 82 Jeff Heuerman TE (IR) - 74 Ty Sambrailo OT (IR) - 15 Kyle Williams WR (IR) Squadra di allenamento - 50 Zaire Anderson ILB - 35 Kapri Bibbs RB - 62 Dillon Day C - 75 Cameron Jefferson OT - 84 Dan Light TE - 32 Ryan Murphy SS - 66 Kyle Roberts OT - 87 Jordan Taylor WR - 99 George Uko DE 53 attivi, 6 inattivi, 10 nella squadra di allenamento, 0 free agent |
| Legenda - I rookie sono in corsivo. - Il primo ruolo è il principale mentre gli eventuali successivi indicano i ruoli secondari. - (IR) sta per Injured Reserve ed indica la lista ristretta per un solo giocatore infortunato che può tornare ad allenarsi dopo la settimana 6 e a rientrare in prima squadra dopo che questa ha giocato 8 partite. - (NF-Inj.) / (NF-Ill.) stanno rispettivamente per Non-Football Injured e Non-Football Illness ed indicano le liste dove viene inserito un giocatore che ha un infortunio o una malattia non dipendente dal football americano. - (PUP) sta per Physically Unable to Perform ed indica la lista dove viene inserito un giocatore mentre è in attesa di recuperare la condizione fisica. Nella stagione regolare dopo la sesta partita giocata dalla propria squadra, il giocatore ha tempo tre settimane per riprendere ad allenarsi, più tre settimane aggiuntive dal suo rientro agli allenamenti per rientrare in prima squadra. |

## Calendario

### Stagione regolare
| Stagione regolare |                    |                        |                    |                    |                                     |                    |
| Turno             | Data               | Avversario             | Risultato          | Record             | Stadio                              | NFL.com recap      |
| 1                 | 13/9               | Baltimore Ravens       | V 19–13            | 1–0                | Sports Authority Field at Mile High | Recap              |
| 2                 | 17/9               | at Kansas City Chiefs  | V 31–24            | 2–0                | Arrowhead Stadium                   | Recap              |
| 3                 | 27/9               | at Detroit Lions       | V 24–12            | 3–0                | Ford Field                          | Recap              |
| 4                 | 4/10               | Minnesota Vikings      | V 23–20            | 4–0                | Sports Authority Field at Mile High | Recap              |
| 5                 | 11/10              | at Oakland Raiders     | V 16–10            | 5–0                | O.Co Coliseum                       | Recap              |
| 6                 | 18/10              | at Cleveland Browns    | V 26–23 (dts)      | 6–0                | FirstEnergy Stadium                 | Recap              |
| 7                 | Settimana di pausa | Settimana di pausa     | Settimana di pausa | Settimana di pausa | Settimana di pausa                  | Settimana di pausa |
| 8                 | 1/11               | Green Bay Packers      | V 29–10            | 7–0                | Sports Authority Field at Mile High | Recap              |
| 9                 | 8/11               | at Indianapolis Colts  | S 24–27            | 7–1                | Lucas Oil Stadium                   | Recap              |
| 10                | 15/11              | Kansas City Chiefs     | S 13–29            | 7–2                | Sports Authority Field at Mile High | Recap              |
| 11                | 22/11              | at Chicago Bears       | V 17–15            | 8–2                | Soldier Field                       | Recap              |
| 12                | 29/11              | New England Patriots   | V 30–24 (dts)      | 9–2                | Sports Authority Field at Mile High | Recap              |
| 13                | 6/12               | at San Diego Chargers  | V 17–3             | 10–2               | Qualcomm Stadium                    | Recap              |
| 14                | 13/12              | Oakland Raiders        | S 12–15            | 10–3               | Sports Authority Field at Mile High | Recap              |
| 15                | 20/12              | at Pittsburgh Steelers | S 27–34            | 10–4               | Heinz Field                         | Recap              |
| 16                | 28/12              | Cincinnati Bengals     | V 20–17 (dts)      | 11–4               | Sports Authority Field at Mile High | Recap              |
| 17                | 3/1                | San Diego Chargers     | V 27–20            | 12–4               | Sports Authority Field at Mile High | Recap              |

Note

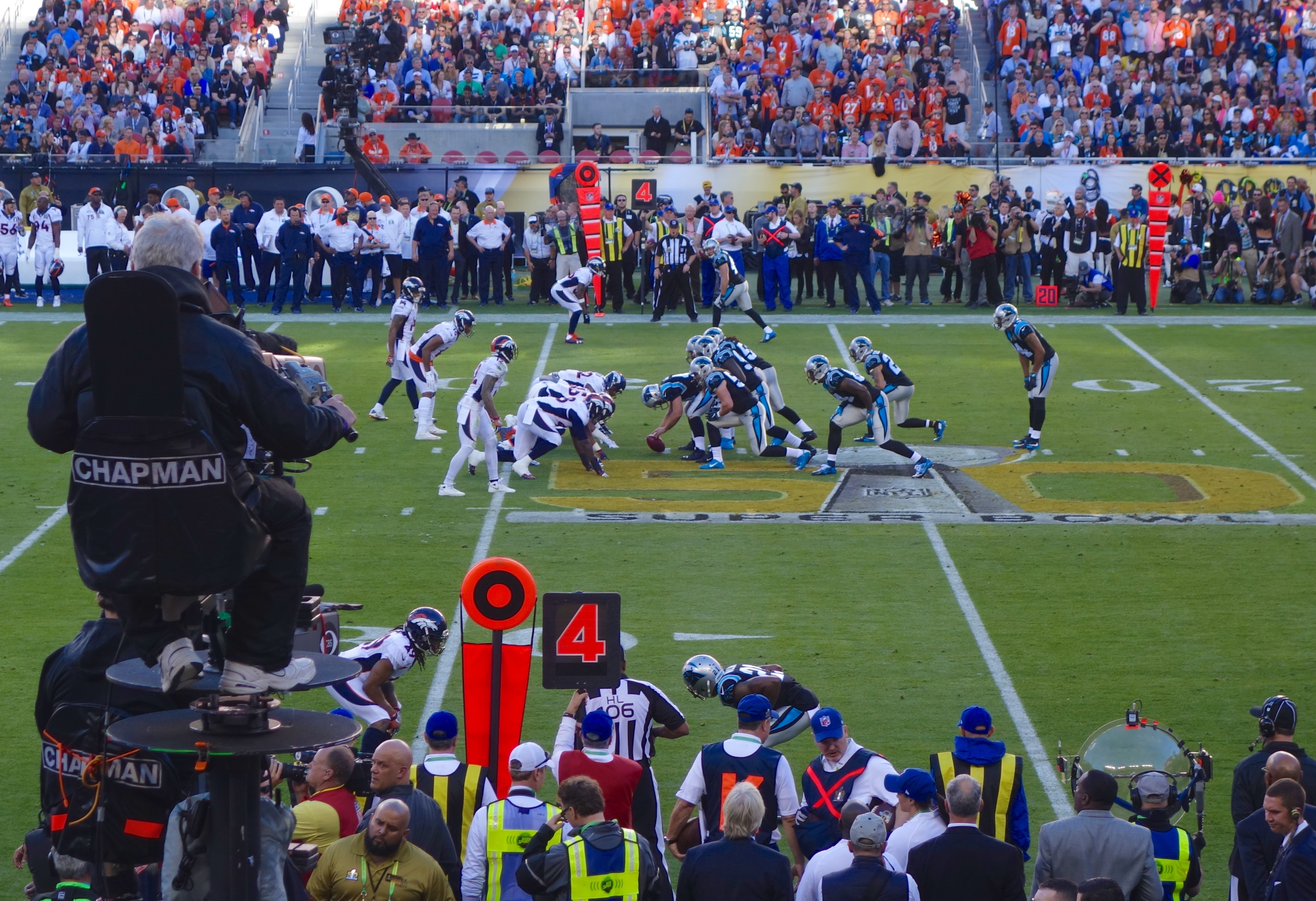
I Broncos in difesa durante il Super Bowl 50

- Gli avversari della propria division sono in grassetto.

### Playoff
| Playoff          |                                           |                                           |                                           |                                           |                                           |                                           |                                           |                                           |
| Turno            | Data                                      | Ora                                       | Avversario (seed)                         | Risultato                                 | Record                                    | Stadio                                    | TV                                        | NFL.com recap                             |
| Wild Card        | Qualificati direttamente al secondo turno | Qualificati direttamente al secondo turno | Qualificati direttamente al secondo turno | Qualificati direttamente al secondo turno | Qualificati direttamente al secondo turno | Qualificati direttamente al secondo turno | Qualificati direttamente al secondo turno | Qualificati direttamente al secondo turno |
| Divisional       | 17/1                                      | 2:40 p.m. MST                             | Pittsburgh Steelers (6)                   | V 23-16                                   | 1-0                                       | Sports Authority Field at Mile High       | CBS                                       | Recap                                     |
| AFC Championship | 24/1                                      | 1:05 p.m. MST                             | New England Patriots (2)                  | V 20–18                                   | 2–0                                       | Sports Authority Field at Mile High       | CBS                                       | Recap                                     |
| Super Bowl 50    | 7/2                                       | 4:30 p.m. MST                             | vs. Carolina Panthers (N1)                | V 24-10                                   | 3–0                                       | Levi's Stadium                            | CBS                                       | Recap                                     |

## Classifiche

### Division
| AFC West               | AFC West | AFC West | AFC West | AFC West | AFC West | AFC West | AFC West | AFC West | AFC West |
|                        | V        | S        | P        | %        | DIV      | CONF     | PF       | PS       | Str.     |
| ---------------------- | -------- | -------- | -------- | -------- | -------- | -------- | -------- | -------- | -------- |
| (1) Denver Broncos     | 12       | 4        | 0        | .750     | 4–2      | 8–4      | 355      | 296      | V2       |
| (5) Kansas City Chiefs | 11       | 5        | 0        | .688     | 5–1      | 10–2     | 405      | 287      | V10      |
| Oakland Raiders        | 7        | 9        | 0        | .438     | 3–3      | 7–5      | 359      | 399      | S1       |
| San Diego Chargers     | 4        | 12       | 0        | .250     | 0–6      | 3–9      | 320      | 398      | S2       |

## Leader della squadra
| Categoria          | Giocatore                         | Valore |
| ------------------ | --------------------------------- | ------ |
| Yard passate       | Peyton Manning                    | 2.249  |
| Touchdown passati  | Brock Osweiler                    | 10     |
| Yard corse         | Ronnie Hillman                    | 863    |
| Touchdown su corsa | Ronnie Hillman                    | 7      |
| Yard ricevute      | Demaryius Thomas                  | 1.304  |
| Touchdown ricevuti | Demaryius Thomas Emmanuel Sanders | 6      |
| Punti              | Brandon McManus                   | 125    |
| Yard su kickoff    | Omar Bolden                       | 342    |
| Yard su punt       | Omar Bolden                       | 123    |
| Tackle             | Danny Trevathan                   | 110    |
| Sack               | Von Miller                        | 11     |
| Fumble forzati     | Shaquil Barrett Von Miller        | 4      |
| Intercetti         | Aqib Talib                        | 3      |

Fonte: sito ufficiale dei Denver Broncos.

## Premi
- Von Miller:

MVP del Super Bowl